# Rezolucja Rady Bezpieczeństwa ONZ nr 175
Rezolucja Rady Bezpieczeństwa ONZ nr 175 została przyjęta jednomyślnie 12 września 1962 r.
Po przeanalizowaniu wniosku Trynidadu i Tobago o członkostwo w Organizacji Narodów Zjednoczonych, Rada zaleciła Zgromadzeniu Ogólnemu przyjęcie tego państwa do swojego grona.

## Źródło
- UNSCR - Resolution 175